# Lijst van gemeenten in Sinop
Onderstaande lijst bevat alle gemeenten (2000) in de Turkse provincie Sinop.
| District  | Gemeente  |
| --------- | --------- |
| Ayancık   | Ayancık   |
| Boyabat   | Boyabat   |
| Dikmen    | Dikmen    |
| Durağan   | Durağan   |
| Erfelek   | Erfelek   |
| Gerze     | Gerze     |
| Gerze     | Yenikent  |
| Saraydüzü | Saraydüzü |
| Sinop     | Sinop     |
| Türkeli   | Güzelkent |
| Türkeli   | Türkeli   |